# Festival du film fantastique d'Amsterdam
Le Festival du film fantastique d'Amsterdam (AFFF), également appelé « Imagine », est un festival de cinéma organisé depuis 1984 et qui remet depuis 1990 des prix récompensant des films d'horreur, fantastique ou de science-fiction. Il se déroule à Amsterdam tous les ans au mois d'avril, et fait partie de l'EFFFF (European Fantastic Film Festivals Federation) depuis 1996. Le festival a été créé par Jan Doense, un réalisateur néerlandais de courts-métrages, il n'a pas connu d'édition en 1997.

## Prix attribués
- Le Silver Scream Award, prix du meilleur film décerné par le public depuis 1990.
- Le Career Achievement Award, décerné pour récompenser une carrière depuis 2000.
- Le Méliès d'Argent, prix récompensant le meilleur film fantastique européen à l'initiative de l'EFFFF depuis 2001.
- Le Black Tulip Award, prix du jury décerné depuis 2006.

## Palmarès

### 2024
- Silver Scream Award : Anora, de Sean Baker

### 2023
- Silver Scream Award : Le Garçon et le Héron, de Hayao Miyazaki

### 2022
- Silver Scream Award : Escape to the Silver Globe, de Kuba Mikurda

### 2021
- Silver Scream Award : Alien on Stage, de Lucy Harvey & Dannielle Kummer

### 2019
- Silver Scream Award : One Cut of the Dead, de Shinchiro Ueda

### 2018
- Silver Scream Award : Isle of Dogs, de Wes Anderson

### 2017
- Silver Scream Award : Get Out, de Jordan Peele

### 2016
- Silver Scream Award : On l'appelle Jeeg Robot, de Gabriele Mainetti

### 2015
- Silver Scream Award : Ex Machina, de Alex Garland

### 2014
- Silver Scream Award : Jodorowsky's Dune, de Frank Pavich

### 2013
- Silver Scream Award : The Battery, de Jeremy Gardner
- Career Achievement Award : Neil Jordan
- Méliès d'Argent : Fin, de Jorge Torregrossa
- Black Tulip Award : Les Enfants loups, Ame et Yuki, de Mamoru Hosoda

### 2012
- Silver Scream Award : The Raid, de Gareth Evans
- Career Achievement Award : Stan Lee
- Méliès d'Argent : Malveillance, de Jaume Balagueró
- Black Tulip Award : Eddie: The Sleepwalking Cannibal, de Boris Rodriguez

### 2011
- Silver Scream Award : The Perfect Host, de Nick Tomnay
- Career Achievement Award : Rutger Hauer
- Méliès d'Argent : Balada triste, d'Álex de la Iglesia
- Black Tulip Award : Bedevilled, de Jang Cheol-soo

### 2010
- Silver Scream Award : Mary et Max, d'Adam Elliot
- Career Achievement Award : Dick Maas
- Méliès d'Argent : Transmission, de Roland Vranik
- Black Tulip Award : The Seventh Circle, d'Árpád Sopsits

### 2009
- Silver Scream Award : Morse, de Tomas Alfredson
- Career Achievement Award : Tim Burton
- Méliès d'Argent : Tres días, de F. Javier Gutiérrez
- Black Tulip Award : Morse, de Tomas Alfredson

### 2008
- Silver Scream Award : REC, de Paco Plaza et Jaume Balagueró
- Career Achievement Award : Terry Gilliam
- Méliès d'Argent : Les Proies, de Gonzalo López-Gallego
- Black Tulip Award : Timecrimes, de Nacho Vigalondo

### 2007
- Silver Scream Award : Adam's Apples, d'Anders Thomas Jensen
- Career Achievement Award : Roger Corman
- Méliès d'Argent : Ils, de David Moreau et Xavier Palud
- Black Tulip Award : Norway of Life, de Jens Lien

### 2006
- Silver Scream Award : Ordinary Man, de Vincent Lannoo
- Career Achievement Award : Ray Harryhausen
- Méliès d'Argent : Storm, de Måns Mårlind et Björn Stein
- Black Tulip Award : Naboer, de Pål Sletaune

### 2005
- Silver Scream Award : Crazy Kung-Fu, de Stephen Chow
- Career Achievement Award : Paul Naschy
- Méliès d'Argent : Calvaire, de Fabrice Du Welz

### 2004
- Silver Scream Award : Tempus Fugit, d'Enric Folch
- Career Achievement Award : Peter Jackson
- Méliès d'Argent : Les Bouchers verts, d'Anders Thomas Jensen

### 2003
- Silver Scream Award : Le Voyage de Chihiro, de Hayao Miyazaki
- Career Achievement Award : Lloyd Kaufman
- Méliès d'Argent : My Little Eye, de Marc Evans

### 2002
- Silver Scream Award : Donnie Darko, de Richard Kelly
- Career Achievement Award : Paul Verhoeven
- Méliès d'Argent : L'Échine du Diable, de Guillermo del Toro

### 2001
- Silver Scream Award : Le Cœur du guerrier, de Daniel Monzón
- Career Achievement Award : Dario Argento
- Méliès d'Argent : Le Cœur du guerrier, de Daniel Monzón

### 2000
- Silver Scream Award : Galaxy Quest, de Dean Parisot
- Career Achievement Award : Wes Craven

### 1999
- Silver Scream Award : eXistenZ, de David Cronenberg

### 1998
- Silver Scream Award : Dark City, d'Alex Proyas

### 1997
Pas de festival

### 1996
- Silver Scream Award : Une nuit en enfer, de Robert Rodriguez

### 1995
- Silver Scream Award : Dellamorte Dellamore, de Michele Soavi

### 1994
- Silver Scream Award : Le Retour des morts-vivants 3, de Brian Yuzna

### 1993
- Silver Scream Award : Braindead, de Peter Jackson

### 1992
- Silver Scream Award : Akira, de Katsuhiro Ōtomo

### 1991
- Silver Scream Award : Le Silence des agneaux, de Jonathan Demme

### 1990
- Silver Scream Award : Cabal, de Clive Barker